# Uldin
Uldin vagy Huldin (elhunyt feltehetően 412 előtt) az európai hunok második uralkodója volt.

## Uralkodása
A 370-es években a hun lovascsapatok átkeltek a Volgán, majd gyors egymásutánban leverték az alánokat, az osztrogótokat és a vizigótokat. Előbbi kettőt később segédnépként vetették harcba. Ezzel a hunok megindították a nagy európai népvándorlást, a világtörténelem egyik legkiemelkedőbb eseményét. A különféle barbár népek a nyugat felé terjeszkedő hun nagyhatalom és meggyengült Római Birodalom kettős szorításába kerültek: vagy a hunokkal szembe véreztek el, vagy a rómaiak mértek rájuk vereséget. Ez magyarázza azt, hogy a hunok Nagy Theodosius császár uralma alatt (379–394) egyszer sem támadtak a birodalomra, sőt számottevő segélycsapatokkal is támogatták.
A fennmaradt források nem utalnak a Balambért követő és Uldint megelőző hun fejedelmekre. Mivel Balamir neve feltűnő hasonlóságot mutat a 468-ban elhunyt Valamir keleti gót király nevével, ezért a hun király létezését többen megkérdőjelezik, elsősorban azért, mivel egyedül a keleti gót történetíró, Iordanes említi őt a 6. század derekán. Emiatt Uldin az első olyan európai hun vezető, akinek a létezését konszenzus övezi, hisz több egykorú és későbbi forrás is beszámol uralkodásáról.
Uldint 400-ban említik először a források. Ekkor az Al-Duna mellett vereséget mért Gainas nagyobbrészt gót seregére, mely korábban Konstantinápoly környékén fosztogatott. A hun király jó szándéka jeléül az ellenséges vezér fejét elküldte Arcadius keletrómai császárnak. A következő években Uldin a Nyugatrómai Birodalom szövetségeseként tűnik fel a forrásokban, így katonai támogatást nyújtott Stilicho nyugatrómai hadvezérnek. Stilicho a hun segédcsapatok támogatásával 406 nyárig felmorzsolta Radagaisus Észak-Itáliába betört germán seregeit. Uldin Arcadius keletrómai császár halála (408. májusa) támadást indított a Keletrómai Birodalom al-dunai határa ellen. 409 után nem szól több híradás Uldinról, 412-ben már Kharaton hun király fogadta a keletrómai követet, Olympiodorust. Uldin uralkodásakor, akárcsak utóda, Kharaton alatt a Kárpát-medencétől keletre lehetett a hun törzsszövetség központja, de pontos földrajzi elhelyezkedése nem ismert. „Véglegesen” Ruga helyezte át a hun birodalom súlypontját a Fekete-tenger vidékéről a Duna-vidékre.

## További információ
- Hunok
- Hun uralkodók listája